# Carlos Tenius

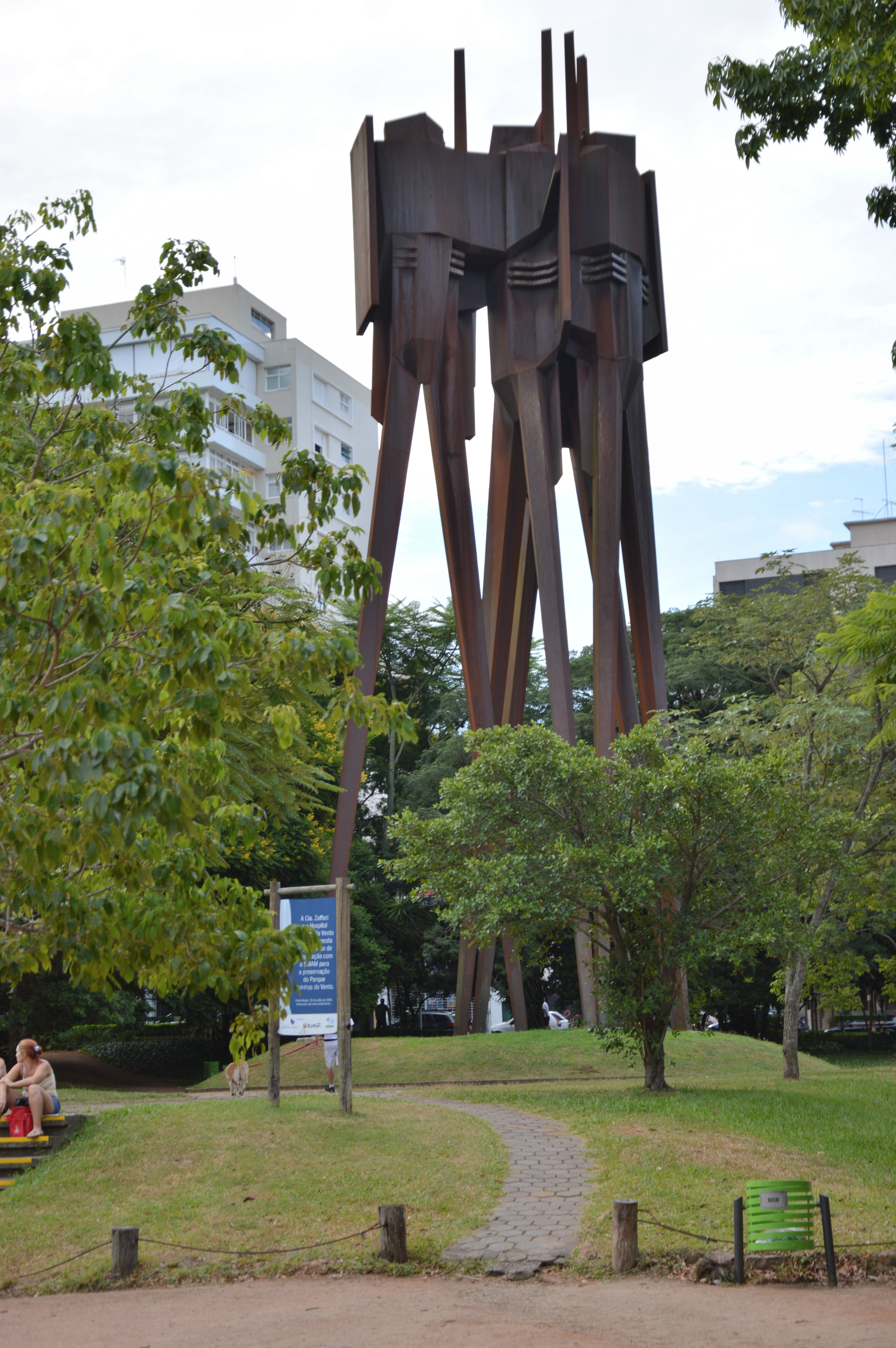
Monumento a Castelo Branco em Porto Alegre, desenvolvido pelo escultor.

Carlos Gustavo Tenius (Porto Alegre, 1939) é um escultor brasileiro célebre por sua obra Monumento aos Açorianos.

## Vida e obra
Em 1962, Tenius estudou arte com Fernando Corona, formando-se em escultura pela Escola de Artes da Universidade Federal do Rio Grande do Sul. Em 1965, ele tornou-se auxiliar de ensino das cadeiras de escultura e modelagem dessa escola. 
Entre 1972 e 1975, participou de vários concursos de arte, conquistando a primeira colocação em 1975, quando Tenius apresentou proposta ao monumento comemorativo do centenário da Imigração Italiana, em Farroupilha.
Em 1977, Carlos Tenius obteve a vaga de professor assistente no Instituto de Artes da UFRGS, por concurso público. 
Tenius aceitou o convite feito pela Comissão Pró-Construção do Monumento ao Marechal Castelo Branco para construção de um monumento em homenagem ao Marechal Castelo Branco, implantado no Parcão, em Porto Alegre.
Expõe em coletivas desde 1961, recebendo, em 1962, a medalha de ouro no 19º Salão Paranaense e o título de melhor escultor nacional no 3º Salão de Curitiba. Uma de suas criações mais importantes é a conhecida obra da cultura gaúcha Monumento aos Açorianos, instalado em frente ao Centro Administrativo do Estado, em 1974. Na época, o escultor a produziu com o intuito de homenagear os primeiros casais açorianos que povoaram a cidade de Porto Alegre.